# Hereda
Diogo Hereda da Silva (Camaçari, 20 settembre 1998) è un calciatore brasiliano, difensore dello Sport Recife in prestito dal CRB.

## Caratteristiche tecniche
È un terzino destro.

## Carriera
Cresciuto nei settori giovanili di Cruzeiro, Fluminense e Vasco da Gama, nel 2017 è stato acqusitato dal Náutico dove ha trascorso due ulteriori anni nel settore giovanile. Ha debuttato in prima squadra il 16 gennaio 2019 nell'incontro di Copa do Nordeste perso 3-1 contro il Fortaleza, ed ha segnato il suo primo gol il 7 marzo, nella stessa competizione, contro il Sampaio Corrêa. Divenuto in breve tempo titolare inamovibile, con i biancorossi ha giocato complessivamente 144 presenze e segnato 3 reti nell'arco di quattro anni.
Il 16 novembre 2023 è stato acquistato dal CRB, dove ha giocato per due stagioni in Série B e vinto due edizioni del Campionato Alagoano. Il 15 gennaio 2025 ha firmato con lo Sport Recife neopromosso in Série A.

## Statistiche

### Presenze e reti nei club
Statistiche aggiornate al 19 aprile 2025.
| Stagione        | Squadra         | Campionato      | Campionato | Campionato | Coppe nazionali | Coppe nazionali | Coppe nazionali | Coppe continentali | Coppe continentali | Coppe continentali | Altre coppe | Altre coppe | Altre coppe | Totale | Totale | Totale |
| Stagione        | Squadra         | Comp            | Pres       | Reti       | Comp            | Pres            | Reti            | Comp               | Pres               | Reti               | Comp        | Pres        | Reti        | Pres   | Reti   |        |
| --------------- | --------------- | --------------- | ---------- | ---------- | --------------- | --------------- | --------------- | ------------------ | ------------------ | ------------------ | ----------- | ----------- | ----------- | ------ | ------ | ------ |
| 2019            | Náutico         | A1/PE+C         | 10+21      | 1+0        | CB              | 0               | 0               | -                  | -                  | -                  | CdN         | 7           | 1           | 38     | 2      |        |
| 2020            | Náutico         | A1/PE+B         | 6+33       | 0+1        | CB              | 1               | 0               | -                  | -                  | -                  | CdN         | 7           | 0           | 47     | 1      |        |
| 2021            | Náutico         | A1/PE+B         | 10+26      | 0          | -               | -               | -               | -                  | -                  | -                  | CdN         | 0           | 0           | 36     | 0      |        |
| 2022            | Náutico         | A1/PE+B         | 10+3       | 0          | CB              | 1               | 0               | -                  | -                  | -                  | CdN         | 9           | 0           | 23     | 0      |        |
| Totale Náutico  | Totale Náutico  | Totale Náutico  | 119        | 2          |                 | 2               | 0               |                    | -                  | -                  |             | 23          | 1           | 144    | 3      |        |
| 2023            | CRB             | PD/AL+B         | 7+28       | 0          | CB              | 2               | 0               | -                  | -                  | -                  | CdN         | 4           | 0           | 41     | 0      |        |
| 2024            | CRB             | PD/AL+B         | 7+33       | 1+3        | CB              | 6               | 0               | -                  | -                  | -                  | CdN         | 11          | 0           | 57     | 4      |        |
| Totale CRB      | Totale CRB      | Totale CRB      | 75         | 4          |                 | 8               | 0               |                    | -                  | -                  |             | 15          | 0           | 98     | 4      |        |
| 2025            | Sport Recife    | A1/PE+A         | 6+5        | 0          | CB              | 0               | 0               | -                  | -                  | -                  | CdN         | 3           | 0           | 14     | 0      |        |
| Totale carriera | Totale carriera | Totale carriera | 205        | 6          |                 | 10              | 0               |                    | -                  | -                  |             | 41          | 1           | 256    | 7      |        |

## Palmarès

### Club

#### Competizioni statali
- Campionato Pernambucano: 3

Náutico: 2021, 2022
Sport Recife: 2025
- Campionato Alagoano: 2

CRB: 2023, 2024

#### Competizioni nazionali
- Campeonato Brasileiro Série C: 1

Náutico: 2019